# لويز مايلز

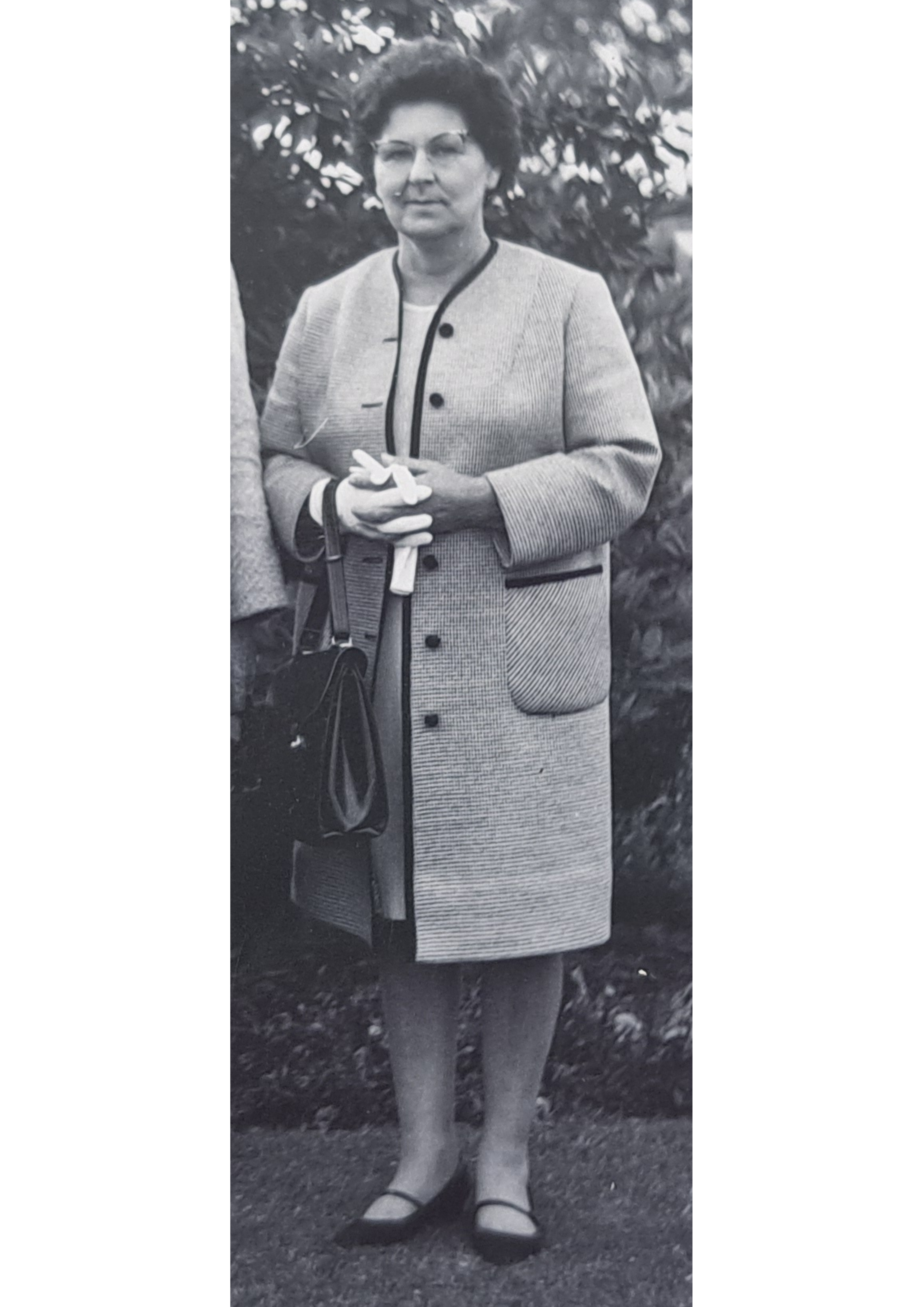
لويز مايلز بمناسبة استلام ميدالية الإمبراطورية البريطانية "لرعاية الأطفال المعوقين"، 1969.

لويز مايلز (4 يناير 1918 - 26 ديسمبر 2005) كانت مسؤولة عن رعاية الأطفال المعوقين في كرايستشيرش، نيوزيلندا.

## سيرة
ولدت باسم لويزا سبنسر في 4 يناير 1918 في ويلينغتون، وكان والدها هاري تاجر فحم وكانت والدتها ماري آن ( ستيوارت)، من نيوتاون، مربية أطفال. بحلول الوقت الذي بلغت فيه لويزا 21 عامًا، كانت والدتها قد احتضنت 50 طفلًا. كان لدى لويزا خمسة أشقاء، وكانت تُعرف داخل عائلتها باسم لو. وقد قامت لاحقًا بتغيير اسمها إلى لويز في وقت ما في أوائل الستينيات.
وفي 6 فبراير 1939، تزوجت من رونالد (رون) تشارلز مايلز (1914-1986)، عامل في مرآب كرايستشيرش. كان رونالد ابنًا لكارتر كرايستشيرش تشارلز وجورجينا مايلز (ني جيدي). منذ عام 1946 تقريبًا، عاش الزوجان في 132 شارع ألدوينز، فيليبستاون في كرايستشيرش. لقد قاموا في البداية بتأسيس حضانة نهارية، ولكن الأمر لم ينجح، لذا بدأوا في قبول "الأطفال المعاقين" و"المقيمين الدائمين" (كذا).

## ليتل أكر

### التأسيس
وفي عام 1958، اشترى لويز ورونالد منزلًا مكونًا من 11 غرفة نوم في 226 طريق لينكولن، أدينجتون، وانتقلا للعيش فيه مع عائلتهما الحاضنة المكونة من سبعة أفراد. أصبح هذا المنزل دار رعاية للأطفال، ويُسمى "ليتل إيكر"، والمعروف باستقباله للأطفال ذوي الإعاقة بشكل خاص. في ديسمبر 1959، وصف المنزل بالتفصيل في صحيفة ذا بريس، حيث تمت الإشارة إلى لويز بأنها أم لطفلين و"أم حاضنة لـ 57 طفلاً... أطفال لا يريدهم الآخرون". بحلول الوقت الذي أخلت فيه دار الرعاية هذا المنزل في عام 1973، أفادت الصحافة أن عائلة مايلز كانت تعتني "بأكثر من 20 طفلاً تتراوح أعمارهم بين عامين و14 عامًا"، بالإضافة إلى "ثماني نساء متخلفات عقليًا في منزل في شارع جيرالد". تمت تسمية الشارع بشكل غير صحيح: كانت النساء يعشن في شارع جيرولد القريب (الذي تمت إعادة تسميته الآن بعد إعادة تشكيل الشارع باسم 476 شارع بارينجتون). لم يعد المسكن الواقع في 226 شارع لينكولن قائمًا، والموقع الآن هو جزء من فندق رايسواي.

### الدعاية وجمع التبرعات المجتمعية والدعم (1959-1973)
طوال أواخر الخمسينيات والستينيات والسبعينيات من القرن العشرين، ظهرت منطقة ليتل إيكر في الصحف المحلية باعتبارها متلقية للكثير من حسن النية المجتمعية والتمويل التكميلي، حيث أجرت لويز مقابلات بانتظام مع الصحفيين والمصورين المرتبطين بها. في هذه الفترة، حظيت لويز بإشادة غير نقدية في الصحافة لكونها "لطيفة ومتعاطفة" ولديها "تعاطف عقلي..مع حساسية عالية للحالات الجسدية والعاطفية للأطفال" تحت رعايتها، في "منزلها ذو اللمسة الخاصة".
مستوحاة من هذه المقالة، في سبتمبر 1961، قامت شركة أسود كرايستشرش بتمويل وتجديد غرفة في المنزل، حيث تضررت خمس غرف نوم بسبب الحريق قبل أن ينتقلوا إليها، كما قامت ببناء غرفة أخرى في المقدمة للفتيات، والتي تم طلائها باللون "المرجاني والأخضر الليموني" مع سقف أبيض. في هذا الوقت كان هناك 12 طفلاً يتلقون الرعاية في ليتل إيكر.
وفي أبريل 1964، تلقت منظمة "ليتل إيكر" باعتبارها "منظمة معوقين" 800 جنيه إسترليني من عائدات اليانصيب الوطني "جولدن كيوي"، بينما في سبتمبر 1970 تبرعت جمعية الهندسة بجامعة كانتربري بعائدات عرض أزياء ربيعي بلغت 50 دولارًا. تُظهر مجموعة من الصور التي التقطتها صحيفة نجمة كرايستشرش في عام 1971 لويز خارج المنزل مع عدد من الأطفال تحت رعايتها حولها. حصلت مدرسة ليتل إيكر على عائدات "مزاد الوحش" في مدرسة كاشمير في يوليو 1972. تبرع الصليب الأحمر بطرود من الملابس والألعاب إلى ليتل إيكر في ديسمبر 1972.
وفي ديسمبر 1968، أُعلن عن اختيار طفل يبلغ من العمر أربع سنوات مصاب بمتلازمة داون ويعيش في ليتل أكر، توني رايلي، ليكون على رأس حملة جمع التبرعات للأطفال ذوي الإعاقة الذهنية عام 1969. ظهرت صورة توني في الصحف تحت عنوان "مساعدة طفل معاق على النمو" و"ماذا سيحدث لي عندما أكبر؟... توني وحده لا يستطيع الإجابة على هذا السؤال". كما تضمنت مجلة IHC في ديسمبر 1968 مقالاً عن لويز مايلز التي قالت إن رعاية "الأطفال ذوي الإعاقة" كانت "هوايتها الخاصة" وأنها تمتلك "موهبة" في ذلك. تم تصوير الأطفال وهم يصنعون الأسرة، ويلعبون بالمكعبات، ويستخدمون آلة تلميع الأرضيات الكهربائية، لإظهار أن "الأطفال يساعدون في العمل". قدرت لويز مايلز أنها قامت برعاية 400 طفل على مدى السنوات الخمس والعشرين الماضية، بعضهم كـ"مقيمين دائمين"، والبعض الآخر لفترات قصيرة. في هذا الوقت قالت إنها لديها 17 "دائمًا" تتراوح أعمارهم بين 2 إلى 21 عامًا. تذكر المنزل في شارع جيرولد "حيث تعيش سبع فتيات قامت بتربيتهن... ويساعدنها في الاستحمام وإطعام الأطفال" بالإضافة إلى العمل في مكان آخر. كان الأطفال يذهبون إلى مدرسة ألينفيل، ومدرسة سيدنهام الخاصة، ومركز الحرف اليدوية للأطفال المعوقين، وكان بعضهم يتلقى تعليمه في ليتل إيكر، على الرغم من أن المعلمين لم يكونوا مؤهلين: "... يعرفون كيف يدربون الأطفال جيدًا. جميع الأطفال يعرفون كيف يتعاونون".

### انتقل إلى منزل هانتسبري
في يوم السبت الموافق 24 مارس 1973، انتقل ليتل إيكر إلى هانتسبري هاوس في كاشمير، وهو منزل الهواء النقي السابق لمصحة كاشمير، والذي افتتح في 23 أكتوبر 1923 لرعاية أطفال المرضى في مستشفى كورونيشن القريب (المعروف أيضًا باسم مصحة كاشمير). ثم تطورت إلى دار أطفال هانتسبري من أكتوبر 1956 إلى عام 1971، قبل أن ينتقل إليها ليتل إيكر. في صورة التقطتها صحيفة نجمة كرايستشرش عندما كان ليتل أكير على وشك الانتقال إلى هاونتس بيري هاوس، تظهر لويز وهي تنظر إلى شرفة المنزل، كما تتفقد المطبخ مع فاليري جوان هنري. كان المنزل يحتوي على 60 سريراً وكان يتم صيانته من قبل جمعية الخدمة الاجتماعية المشيخية، التي استأجرت المبنى من مجلس مستشفى شمال كانتربري. مجموعة مجتمعية جمعت التبرعات لشراء الأثاث. صور لويز خارج المنزل محاطة بالأطفال بمناسبة هذه الخطوة، والتي قام بها متطوعون من نادي الروتاري المحلي. تشير اللافتة الموجودة في مقدمة المنزل إلى "فدان صغير" مكتوبة باللون الأصفر ومزينة بالترتر، على خلفية زرقاء. في عام 1979، قدرت لويز مايلز أن ما بين 36 و38 طفلاً كانوا يتلقون الرعاية هنا من قبل عائلة مايلز في أي وقت على مدى السنوات السبع التالية. في عام 1993، تم هدم منزل هانتسبري مع بقية مباني مصحة كاشمير السابقة لإفساح المجال أمام تطوير جديد يسمى برود أوكس.

### الدعاية وجمع التبرعات المجتمعية والدعم (1973-1979)
في يونيو 1973، تبرعت فرقة حامية كرايستشيرش بمبلغ 150 دولارًا من حفل موسيقي في حانة هيلزبورو إلى ليتل إيكر. تبرع وولستون بوفالو لودج بمبلغ 150 دولارًا للمنزل "للمساعدة في جعل عيد الميلاد أكثر إشراقًا في ديسمبر 1973" في فبراير 1974، قدم شيك كبير بقيمة 3000 دولار لعائلة مايلز من قوة دعم البحرية الأمريكية في القارة القطبية الجنوبية، حيث حطم المذيع آل براي الرقم القياسي لبرنامج إذاعي متواصل خلال عيد الميلاد في محطة ماكموردو. صور الزوجين مع "قائمة التسوق". في ديسمبر من ذلك العام، أظهرت مجموعة من صور صحيفة نجم كرايستشيرش بابا نويل يكشف عن جهاز تلفزيون ملون للأطفال في ليتل إيكر، والذي تبرعت به أيضًا قوة دعم البحرية الأمريكية في القارة القطبية الجنوبية، إلى جانب الهدايا للأطفال.
بث فيلم وثائقي عن دار الأطفال وعمل لويز مايلز عبر هيئة البث النيوزيلندية (BCNZ) في عام 1974، وصور بالألوان بواسطة شركة روبينز ريكوردينغز المحلية في كرايستشيرش، وإنتج بواسطة كيث روبينز. كان اسمها "الرابعة صباحًا: أطفال الرعاية المتبنين ذوي الإعاقة"، وقالت إن هذا هو الوقت الذي كانت تبقى فيه مستيقظة لرعاية الأطفال. في هذا الفيلم الوثائقي، كشفت لويز أن اسم المنزل كان لأن الزوجين "اعتقدا أننا نملك فدان الله الصغير، لأنه لم يكن نحن فقط من يقوم بذلك؛ بل كان الله يساعدنا دائمًا". قالت: «يبدو أنني أمتلك موهبة شفاء المعاقين. أعتقد أن حبهم يُعيد إليهم شيئًا يفتقدونه».
يُظهر الفيلم الوثائقي العمل اللازم لإدارة المنزل، بالإضافة إلى منزل مايلز للعطلات في طريق بتلر، بالقرب من بليزانت بوينت، بجانب نهر أوبيهي، حيث اصطحب الأطفال لقضاء العطلات: صوروا وهم يسبحون في النهر ويصطادون الثعابين البحرية في الليل. كما تناول الفيلم الطرق المختلفة التي استخدمها مايلز لكسب المال، مثل شراء عربات الأطفال المستعملة والأثاث وغيرها من العناصر في المزاد، وإصلاحها لإعادة بيعها. بيع شحنة مكونة من 600 زوج من الأحذية من أحد مبيعات التصفية لأفراد من عامة الناس الذين توافدوا إلى ليتل إيكر لشرائها، وحصل الزوجان على 300 جنيه إسترليني. وذكرت لويز أن هذه الأموال استخدمت لشراء حافلة مدرسية قديمة صفراء اللون، أطلقوا عليها اسم "وعاء الخردل". ووصفت أيضًا كيف كان يتم شراء 78 دجاجة أسبوعيًا، والتي كان يتم قطفها يدويًا في المنزل، وتجهيزها وبيعها للفنادق. وقالت لويز إنها قامت بخياطة الملابس للأطفال والتطريز لصالح شركة محلية بالإضافة إلى حياكة ما يصل إلى 80 خصلة من الصوف في كل فترة عطلة لإنتاج الملابس الصوفية للأطفال في المنزل. كما روت كيف قامت بخياطة الجوارب للرجال في المستشفى. يتكرر موضوع قلة الأموال التي يمتلكها مايلز في فدان صغير طوال الفيلم. وقال جون شو، من جمعية الخدمات الاجتماعية المشيخية في كرايستشيرش، إن عائلة مايلز "كانت على وشك الإفلاس" عندما أصبح منزل هانتسبري شاغراً. قالت لويز: "كان عليّ أن أكون ماهرة جدًا في الاحتفاظ بهؤلاء الأطفال. أحيانًا كنت أشتري شيئًا من مزاد وأعرضه في مزاد آخر في نفس اليوم مع حجز مبلغ". "لقد عزمنا على عدم قبول الصدقة".
وفي أبريل 1974، قدمت عربة بيدفورد ذات لون فيروزي بقيمة 4000 دولار أمريكي تتسع لـ 14 مقعدًا للأطفال من قبل جايس في جنوب كانتربري. وصل مسرح كبير في أبريل 1976 من رئيس نادي كرايستشيرش ليونز. في نوفمبر 1977، كانت ليتل إيكر واحدة من المستفيدين من الأموال من مزاد خيري في مدينة ساوث، قدمه دي جي موراي إنجليس من إذاعة أفون المحلية. في ديسمبر من ذلك العام، قدمت عائلة مجهولة من كرايستشيرش هدايا، بما في ذلك الترامبولين، للأطفال في ليتل إيكر عندما كانوا على وشك الشروع في معسكر العطلة السنوي في بليزانت بوينت. شهد شهر أكتوبر 1978 وفدًا من شركة عمال النظافة المرتبطين بالعقود يتبرعون بوقتهم لتنظيف المنزل "من أعلى إلى أسفل".

### شهادة الشهود للجنة الملكية للتحقيق في الإساءة في الرعاية
وفي عام 1962، أخذ طفلة تبلغ من العمر 6 أشهر تدعى رينيه جريس (لاحقًا هابلويتزل) إلى رعاية ليتل أكر وتبناها لاحقًا لويز ورونالد مايلز. في أغسطس 2022 أدلت بشهادتها أمام اللجنة الملكية للتحقيق في الإساءة في الرعاية، والتي تشكيلها في 1 فبراير 2018 لفهم ما حدث للأطفال والشباب والبالغين في رعاية الدولة وفي رعاية المؤسسات الدينية في أوتياروا نيوزيلندا بين عامي 1950 و1999.
وأشارت اللجنة الملكية للتحقيق في الإساءة في الرعاية إلى أن "منظمة دعم المشيخيين في جزيرة الجنوب كلفت بإجراء تحقيق مستقل في الادعاءات التي قدمت [حول ليتل آكر] بين عامي 2005 و2007 [بعد وفاة لويز مايلز، وهدم موقعي ليتل آكر] ولكن لم يكن من الممكن التحقق من صحتها. وقد أُحيلت المسألة أيضًا إلى شرطة نيوزيلندا ولم يتم توجيه أي اتهامات.

### دار رعاية الأطفال الودودة التي يديرها "وحش
وفي 16 نوفمبر 2024، نشر تحقيق مفصل على نطاق واسع بعنوان "ليتل أكري: دار الأطفال الودودة التي يديرها "وحش" في صحيفة كرايستشيرش الصحافة في قسمها في ماينلاندر. كتبه كاتب المقالات البارز تشارلي ميتشل، وتضمنت مقابلات مع ثلاثة ناجين من ليتل عكا: رينيه هابلوتزل، وهي امرأة تعرف فقط باسم كريستين، ورجل يحمل الاسم المستعار "جاك". أكدت المقابلات مع كريستين و "جاك" شهادة رينيه التي قدمتها إلى اللجنة الملكية للتحقيق في سوء المعاملة في الرعاية، حيث روت رؤية و / أو تعرضها للضرب المنتظم، والركل، ونتف الشعر، والحمامات الباردة الطويلة حتى عمق الصدر مع وضع رؤوسهم تحت الماء، والإذلال، والسرقة، والتجويع على يد لويز مايلز، التي "جمعت الأطفال كما لو كانت تجمع الدمى".
يكتب ميتشل أن "ليتل إيكر، مثل القلعة في وسط ديزني لاند، كانت واجهة، مبنى جميل أجوف من الداخل... تمكن من ذلك نظام تجاهل علامات التحذير الواضحة، وهو النظام الذي وقع تحت تأثير امرأة باعت نفسها على أنها الوجه اللطيف للمؤسسة". وقال باري هيليم، الرئيس التنفيذي المشارك لمنظمة دعم المشيخية، الذي كان يشرف على المنزل، لميتشل إن المنظمة لم تحتفظ بسجلات مفصلة عن ليتل إيكر "حيث كان من الممارسات الشائعة تدمير الوثائق كل عقد أو نحو ذلك"، وأن ما فعلته مايلز بالأطفال في رعايتها كان "مؤسفًا، إنه إساءة، وحتى وفقًا لمعايير الستينيات لا ينبغي التسامح معه". أفاد ميتشل أنه في حين أن منظمة دعم المشيخية تريد مساعدة الناجين من ليتل أكر "على طريق الشفاء، إلا أنها لا تزال تحاول معرفة ما يستلزمه ذلك".
بالنسبة لـ "جاك"، الذي تعرض للضرب، والحبس تحت المنزل، والتجويع، والعار بسبب تبليله الفراش، "كنت أحاول دائمًا النضال من أجل حياتي... كان الإساءة غير واقعية". ثنيت عائلة جاك عن زيارته من قبل مايلز: "لم يُسمح لأمه بالزيارة إلا عندما كان نائمًا". تحكي كريستين الطريقة التي استغلها مايلز، ومجموعة من مقدمي الرعاية المعوقات الأخريات (المعروفات في ذلك الوقت في الصحافة باسم "النساء المتخلفات عقليًا" )، كعبيد غير مدفوع الأجر لرعاية الأطفال، والاستيقاظ في الساعة 5.30 صباحًا "لإطعام العديد من الأطفال المعوقين، واستخدامهم في الحمام، وإعطائهم الأدوية". ثم ذهبت للعمل في مصنع محلي ليوم واحد، وعادت لإطعام الأطفال وتقديم الدواء لهم ووضعهم في الفراش. كان مايلز يتحكم في شؤونها المالية، ويمنعها من التعليم ويقيد نشاطها حتى هربت في سن 28 عامًا. كما أجرى ميتشل مقابلة مع أحد مقدمي الرعاية المعوقين بدوام كامل في ليتل إيكر، فاليري جوان هنري، التي أحبت واهتمت برينيه و"جاك" كما تفعل الأم، مما وفر لها الراحة والحنان اللذين كانا في أمس الحاجة إليهما. أخبرت رينيه ميتشل أنه بعد هروبها من ليتل إيكر، "كان الحزن المستمر بالنسبة لي هو فقدان أشخاص مثلها في حياتي... كان ينبغي أن تحصل فاليري جوان على ميدالية الإمبراطورية البريطانية ".
في 8 مارس 2025، نشر تجربة روزا سميث المؤلمة على مدار 18 عامًا في ليتل إيكر في صحيفة ذا بريس. وأجرى تشارلي ميتشل مقابلة معها من منزلها في بريسبان. وصلت روزا إلى ليتل إيكر في سن الثانية، وغادرت في سن العشرين، وشاركت نفس أنواع التجارب مع رينيه، و"جاك"، وكريستين. لقد تعرضت رأسها لضربات قوية في زوايا الأبواب من قبل لويز مايلز، مما ترك ندوبًا، وأُجبرت على "القيام بأعمال بدنية منذ سن مبكرة". "لم تكن [لويز مايلز] مسيئة بعنف بيديها فحسب"، قالت روزا، "بل كانت مسيئة بشكل سادي بفمها وعقلها".

## الجوائز
في حفل تكريم عيد الميلاد عام 1969، مُنحت لويز مايلز وسام الإمبراطورية البريطانية "لرعايتها للأطفال ذوي الإعاقة". وكما كتب ستيفن وينتر في مقال في مجلة المحادثة بعنوان "يعرف الناجون من الإساءة في الرعاية كيفية عمل الإنصاف - فهل ستستمع الحكومة أخيرًا؟"، أعلن رئيس الوزراء كريستوفر لوكسون في 12 نوفمبر 2024 في اعتذار التاج للناجين من الرعاية الحكومية والدينية أنه سيتم إزالة تكريمات "الجناة المؤكدين".
"ما يعنيه هذا غير واضح." لقد مات العديد من المعتدين، والبعض الآخر أصبحوا متقدمين في السن بحيث لا يمكن تقديمهم للمحاكمة. في الوقت الحاضر، قد لا تكون هناك آلية لإلغاء التكريمات بعد الوفاة، مما يترك مرتكبي الاعتداءات المتسلسلة المزعومين مثل لويز مايلز دون إزعاج.

## التقاعد
وفي ديسمبر 1978، ورد أن لويز مايلز تعاني من اعتلال الصحة، مما أجبرها على التقاعد. في فبراير 1979، أغلقت لويز ورونالد مايلز ليتل إيكر، وغادرا مدينة كرايستشيرش إلى تورانجا، آخذين معهما ستة أطفال وابنة بالتبني. ذكرت الصحافة أن غداء وداع المجتمع في كنيسة سانت مارتن، كرايستشيرش في 23 فبراير، حيث قدرت لويز أنها اعتنت بأكثر من 500 طفل على مدى 40 عامًا.

## الوفاه
توفيت لويز مايلز في 26 ديسمبر 2005، عن عمر يناهز 87 عامًا. وتوفي رونالد مايلز في تورانجا في 19 يونيو 1986 عن عمر يناهز 72 عامًا.